# Mimus triurus
Mimus triurus е вид птица от семейство Mimidae.

## Разпространение
Видът е разпространен в Аржентина, Боливия, Бразилия, Парагвай и Уругвай.